# Ruta con lazo
Una ruta con lazo (también llamada ruta lacial, ruta de sartén, ruta de cuchara o ruta de raqueta) es una ruta de transporte público que combina una ruta circular, generalmente en la ciudad, con una radial. Es común que varias rutas compartan el lazo y aumenten así la frecuencia en el círculo del lazo, asemejandose a un metro. 

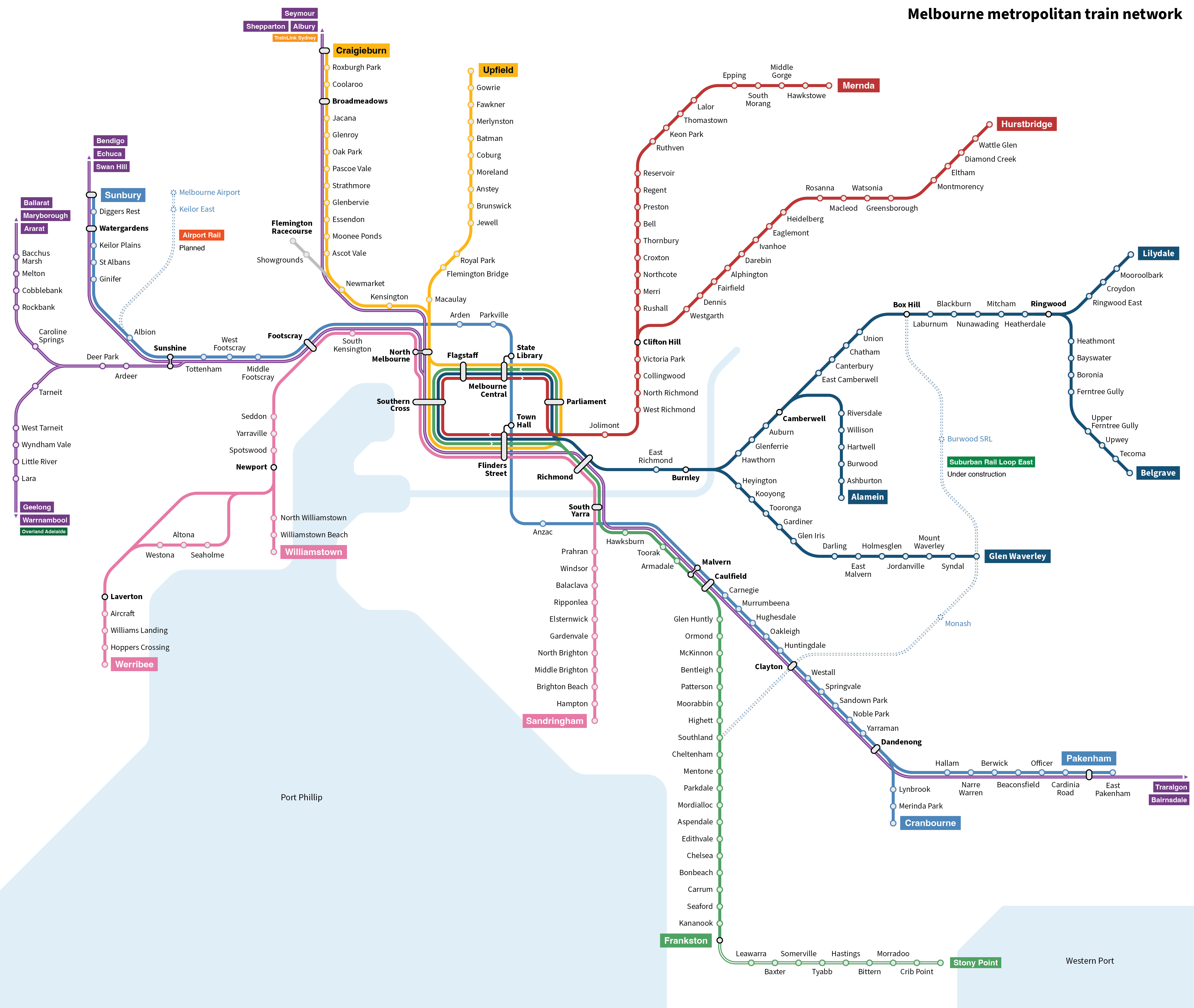
Mapa del metro de Melbourne, en el que la mayoría de líneas convergen en un anillo central

## Definición
La expresión "ruta con lazo" se define como:
- una ruta que comienza orbitando un punto central, comúnmente en torno al centro urbano de la ciudad, y después se dirige hacia las afueras, saliendo así del círculo y formando una línea radial.
- una ruta mayoritariamente circular pero con un pequeño ramal bidireccional en cierta sección.

En ocasiones, se usan los términos lazo/cuchara o sartén dependiendo del tamaño del círculo con respecto al segmento en línea recta.

## Características típicas
Normalmente, el lazo rodea un centro urbano, y su infraestructura se bifurca en múltiples puntos en una o más rutas radiales. De esta forma, se acerca al habitante de la zona radial al punto deseado en la ciudad, en vez de a una estación central y única. Asimismo, si convergen varias rutas con lazo en el mismo lazo, se consigue una alta frecuencia que se asemeja a la de un metro, con o sin necesidad de incluir servicios exclusivos para el anillo. Además, se agiliza la gestión de las líneas, al convertirse en servicios pasantes y evitar el cambio de marcha. Aun así, por lo general, las líneas indican como destino una estación principal del lazo, ya que indicar la siguiente salida del lazo podría causar confusión. Ocurre así, por ejemplo, en el metro de Melbourne, donde las líneas que entran por la circular terminan el Flinders Street.
En ocasiones, los servicios pasantes como son los lazos tienen "colchones" en sus horarios, es decir, paradas más largas de lo que deberían para amortiguar los retrasos. En ese caso, los trenes puntuales están quietos durante un tiempo en la estación, lo cual se considera un inconveniente para el servicio intra-lazo.

## Rutas con lazo famosas
En Australia resulta común este diseño, con un anillo ferroviario en el centro de la ciudad en el que convergen la mayoría de las líneas como en Melbourne o en Sydney, construidos en 1978 y 1926. En estos casos, la línea circular es una parte pequeña del total, es decir, en lazo. En otros casos, como la Circle Line del metro de Londres, el tramo radial es más pequeño, es decir, en raqueta. En el aeropuerto de San Francisco, el AirTrain tiene dos rutas: una circular y otra de lazo. La línea 5 del tranvía de Gdansk también contiene un pequeño nudo, aunque no o comparte en su totalidad con ninguna otra línea